# Мешкаускене, Михалина Станиславовна
Михали́на Станисла́вовна Навикайте-Мешкаускене (16 февраля 1907, Уосине — 25 апреля 1990, Вильнюс) — литовский советский политический, партийный и общественный деятель.

## Биография
С 1925 училась в Литовском университете. В 1925—1929 годах принадлежала к максималистскому союзу литовских социалистов-революционеров. В 1928—1935 заключена в тюрьму. В 1939—1940 годах редактировала газету «Už liaudies teises».
Вышла замуж за Эугениюса Мешкаускаса (1909—1997), будущего заведующего кафедрой философии Вильнюсского государственного университета.
С 1940 г. — заведующая отделом земельной реформы Министерства сельского хозяйства ЛССР, редактор журнала «Valstiečių laikraštis» и начальник Управления по делам искусств при СМ ЛССР, начальник Управления социальной защиты населения Пензенской области, уполномоченная СМ ЛССР по делам эвакуированных жителей по Башкирии и Свердловской области, нарком просвещения ЛССР, заместитель начальника Управления государственного снабжения и жилищного строительства семей военных при СМ ЛССР, заведующая отделом культуры и здравоохранения Совета Министров ЛССР, министр кинематография, министр социального обеспечения, заместитель министра культуры, министр кинематографии Литовской ССР.
Депутат Сейма Литовской Республики (1940). Депутат Верховного Совета Литовской ССР 1-5 созывов.
Умерла в 1990 году в Вильнюсе.